# Варуна
Ва́руна (санскр. वरुण) — у ведичному світогляді Бог Вина, Вод і Потоків Всесвіту, а також Суддя й Охоронець Справедливості. На рівні з Індрою був одним з головних богів ведичного пантеону. Старший із братів-адітьїв. Ім'я Варуни часто зв'язують з Мітрою, ведичним Богом Сонця. Їхнє протиставлення як пари Вода - Вогонь часто зустрічається в брахманічній літературі.

## Функції
У ведичний період Варуна був верховним божеством і мав велику повагу. Він володар Адітьїв, «вічно сущих» синів Адіті, що уособлюють Безмежність. Він «той, котрий змушує сонце сяяти в небесах; вітри дують тільки тоді, коли він дихає; він прокладає русла річок, що течуть по його велінню, і створює морські глибини; його вимоги безперечні і незаперечні; завдяки йому місяць у сяйві проходить по нічному небу і на ньому з'являються зірки, що пропадають удень; йому відомі напрямки польоту птахів у небі, дороги мандруючого усюди вітру, курси кораблів в океані, відкриті таємниці усіх речей і подій — що відбулись, що відбуваються і тих, котрі повинні відбутися; він свідчить про людську правду і неправду».
Варуна, що у ведичний період був всеосяжним божеством, став поступово витіснятись войовничим Індрою. У пуранічний період Варуна обернувся на бога океану, двійника Нептуна. В його обов'язки також входить доглядати за всілякими демонами, яких чимало у водній стихії. Після цього почали з'являтися й нові зображення Варуни. На них божество звичайно сидить на алмазному троні поруч зі своєю дружиною (богинею вина), в оточенні свити з богів і богинь різноманітних річок, озер та струмків.
Також Варуна є стражем західної сторони світу.
Варуна, за припущеннями, є одним із імен Ахура-мазди у зороастризмі. У Бгагавад-гіті (10.29) Крішна каже, що Він - Варуна. 

## Іконографія
Варуна має прекрасну антропоморфну форму, колір — білий, сидить на легендарному морському чудовиську Макарі (голова й передні лапи антилопи, тіло і хвіст риби). Варуна може зображуватися як дворуким, так і чотирируким. В одній із правих рук він завжди тримає аркан (петлю).